# Linia kolejowa Berlin Frankfurter Allee – Berlin-Rummelsburg
Linia kolejowa Berlin Frankfurter Allee – Berlin-Rummelsburg – dwutorowa i zelektryfikowana ważna linia kolejowa przebiegająca przez Berlin, w Niemczech. Linia łączy Ringbahn ze stacją rozrządową Berlin-Rummelsburg, w okręgu Lichtenberg.